# Szulejmán-mecset
A Szulejmán-mecset (törökül: Süleymaniye Camii) a második legnagyobb mecset Isztambulban. A híres török építész, Szinán építette I. Szulejmán szultán parancsára Isztambul harmadik hegyére. Az építkezés 1550-ben kezdődött, és hét évig tartott.
A mecset 59×58 méter alapterületű, a fő kupola 53 méter magas és 27,25 méter átmérőjű. Az épületet négy minaret veszi körül, mivel I. Szulejmán a negyedik isztambuli szultán. A minaretek tíz erkélye jelzi, hogy I. Szulejmán a tizedik szultán az Oszmán-dinasztiában.
A komplexum a tulajdonképpeni mecseten kívül szállásokat (karavánszeráj), konyhát, kórházat, iszlám iskolát (medresze) és egy fürdőt (hamám) is tartalmaz. A kertben I. Szulejmánnak és feleségének (Hürrem), leányának (Mihrimah) mauzóleuma (türbe) található. II. Szulejmán, és anyja Saliha Dilaşub szultána, II. Ahmed és II. Musztafa lánya, Szafije is itt nyugszik. A komplexum északi falánál található Szinán nyughelye.
A mecsetben 1660-ban tűzvész okozott károkat, ezután IV. Mehmed parancsára a svájci-olasz Gaspare és Giuseppe Fossati testvérek építették újjá. A restaurálás során az épület barokk stílusjegyeket kapott. A 19. század során visszaállították eredeti alakját, az első világháború alatt azonban az udvarban fegyverraktár volt, ami felrobbant, így újabb tűz pusztította el az épületet. 1956-ban állították helyre ismét.

## Itt eltemetett személyek
- I. Szulejmán (1494–1566)
- Hürrem szultána, I. Szulejmán felesége (1502 körül – 1558)
- Mihrimah szultána, Szulejmán és Hürrem lánya (1522 körül – 1578)
- II. Ahmed (1642/43–1695)
- Rabia szultána, II. Ahmed ágyasa (meghalt 1712-ben)
- Aszije szultána, II. Ahmed és Rabia lánya (1694–1695)
- II. Szulejmán (1642–1691)
- Saliha Dilaşub szultána, II. Szulejmán anyja (meghalt 1690-ben)

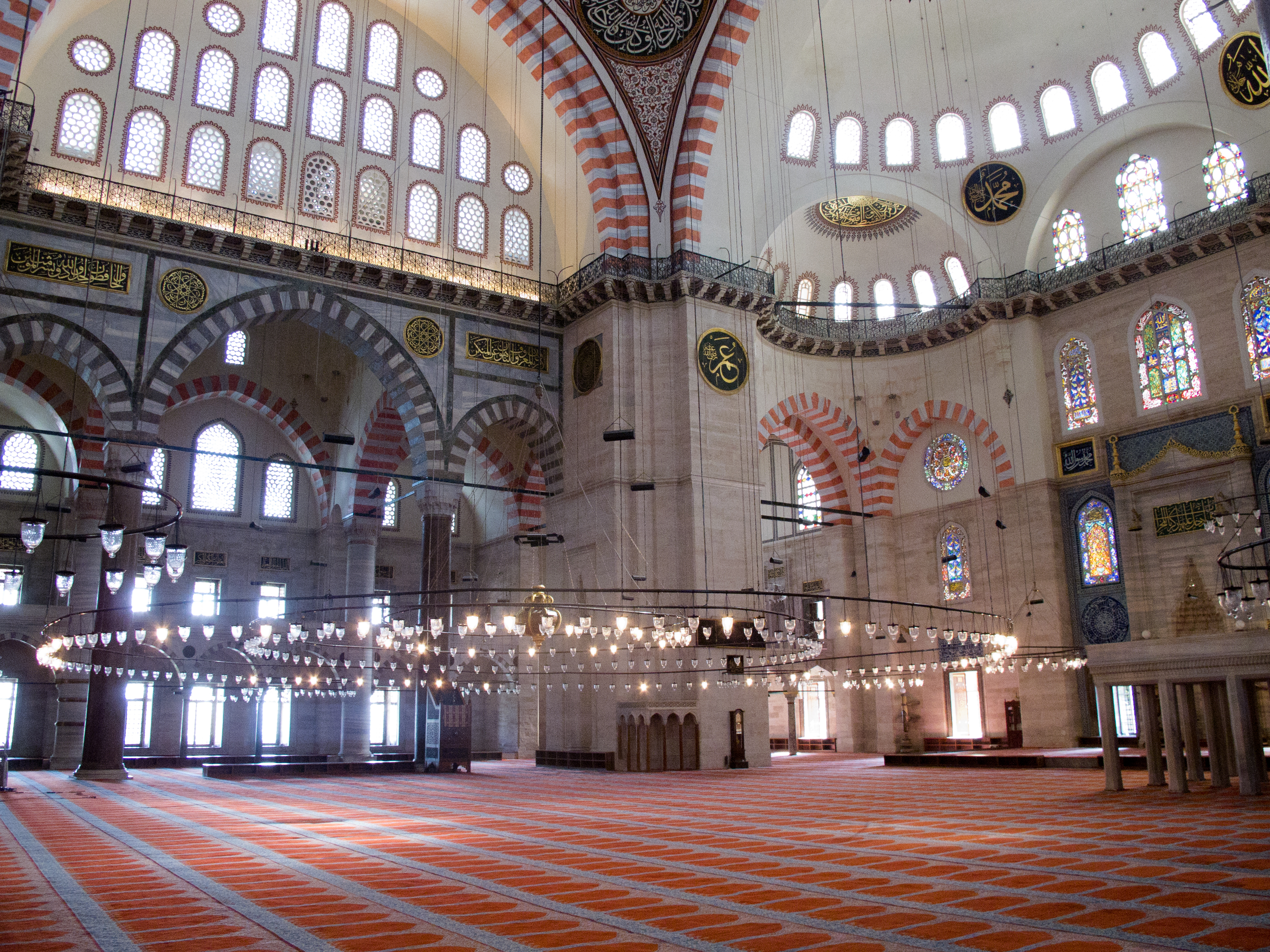
Belső kép
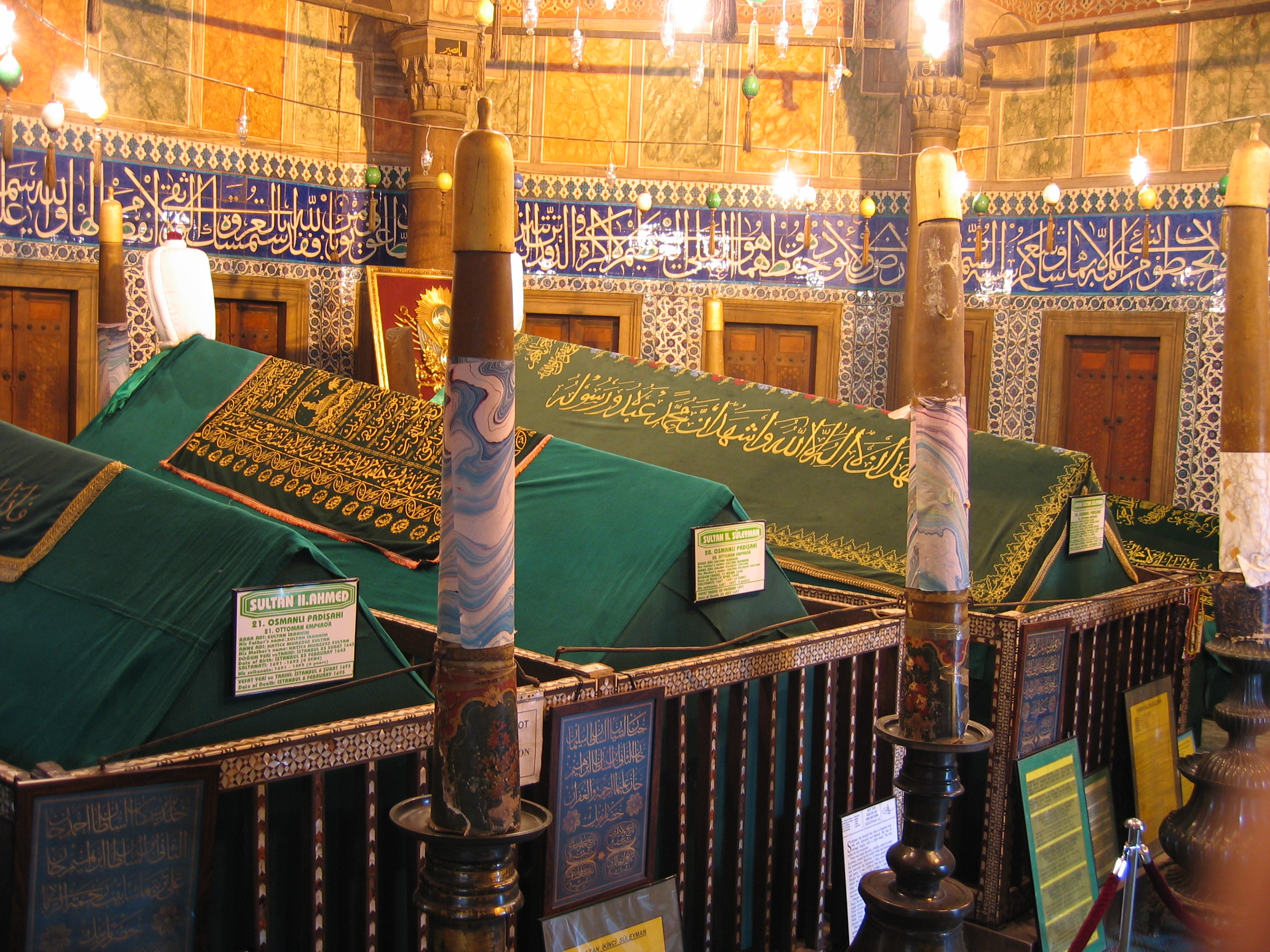
I. Szulejmán nyughelye
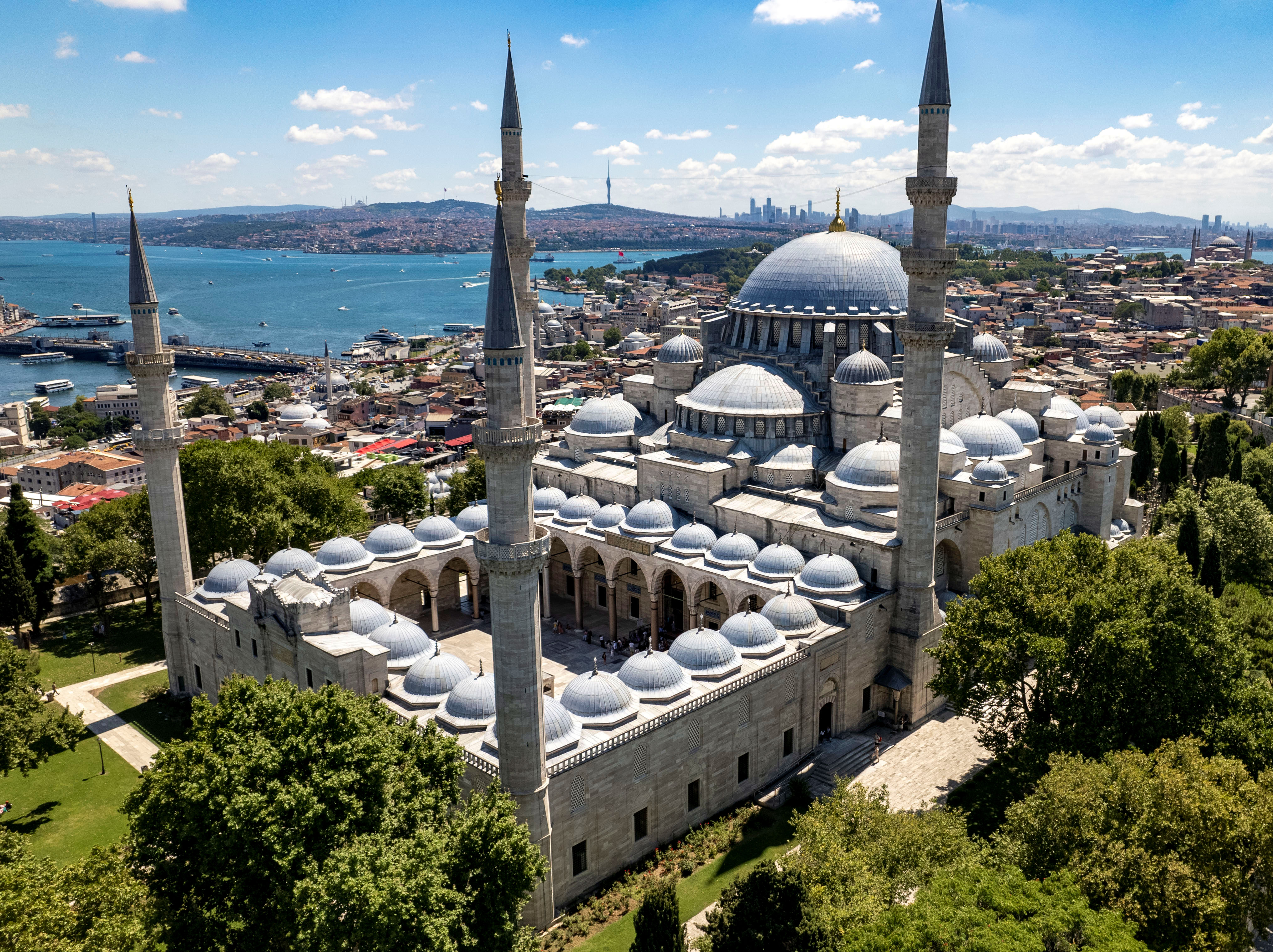
Légifelvétel